# Marino Pliakas

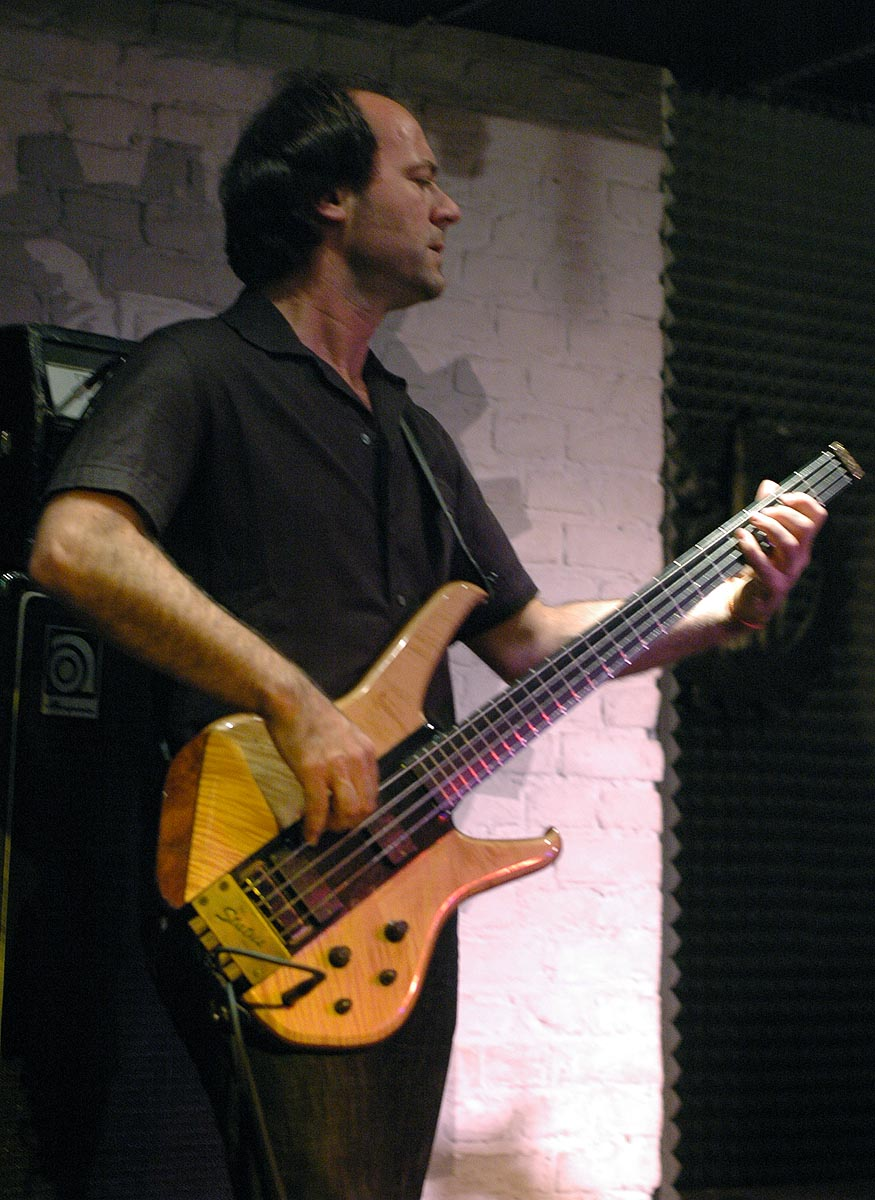
Marino Pliakas, 2007

Marino Pliakas (* 1. November 1964 in Trogen, Appenzell Ausserrhoden) ist ein griechisch-schweizerischer Musiker (Gitarre, E-Bass) und Dozent an der Pädagogischen Hochschule Zürich.

## Leben und Wirken
Pliakas studierte  von 1984 bis 1988 klassische Gitarre am Konservatorium Zürich (Instrumental-Lehrdiplom) und Geschichte, Musikwissenschaft sowie Russistik an den Universitäten Zürich und St. Petersburg. 1995 gründete er mit Dominik Blum und Lucas Niggli das bis heute bestehende „Hammond-Avantcore-Trio“ Steamboat Switzerland. Auch spielt er im Trio Full Blast mit Peter Brötzmann und Michael Wertmüller. Weiterhin aktiv war er im Improvisationsquartett Die Firma und mit Stephan Wittwer (im Duo und im Trio mit Michael Wertmüller). 
Daneben ist er auch mit Caspar Brötzmann, John Cale, Nels Cline, Holger Czukay, Jacques Demierre, Robert Dick, Fred Lonberg-Holm, Steve Noble, Norbert Möslang, Jim O’Rourke, Ken Vandermark, Trevor Watts und Kenny Wollesen aufgetreten. Er konzertierte in vielen Ländern Europas, in Ägypten, Südafrika, Mosambik, Israel, China, Japan, Nordamerika und Brasilien. Von 1998 bis 2003 war er Präsident der Zürcher Sektion der International Society for Contemporary Music.

## Diskografie
- 1999: Die Firma WIM – Radio Days
- 2006: Brötzmann/Pliakas/Wertmüller Full Blast (Jazzwerkstatt)
- 2007: Mösiöblö Ample Food (Percaso)
- 2007: Steamboat Switzerland Zone 2 (GROB)
- 2011: Full Blast & Friends (Brötzmann-Pliakas-Wertmüller + Ken Vandermark, Thomas Heberer, Dirk Rothbrust) Sketches and Ballads (Trost)

## Lexigraphische Einträge

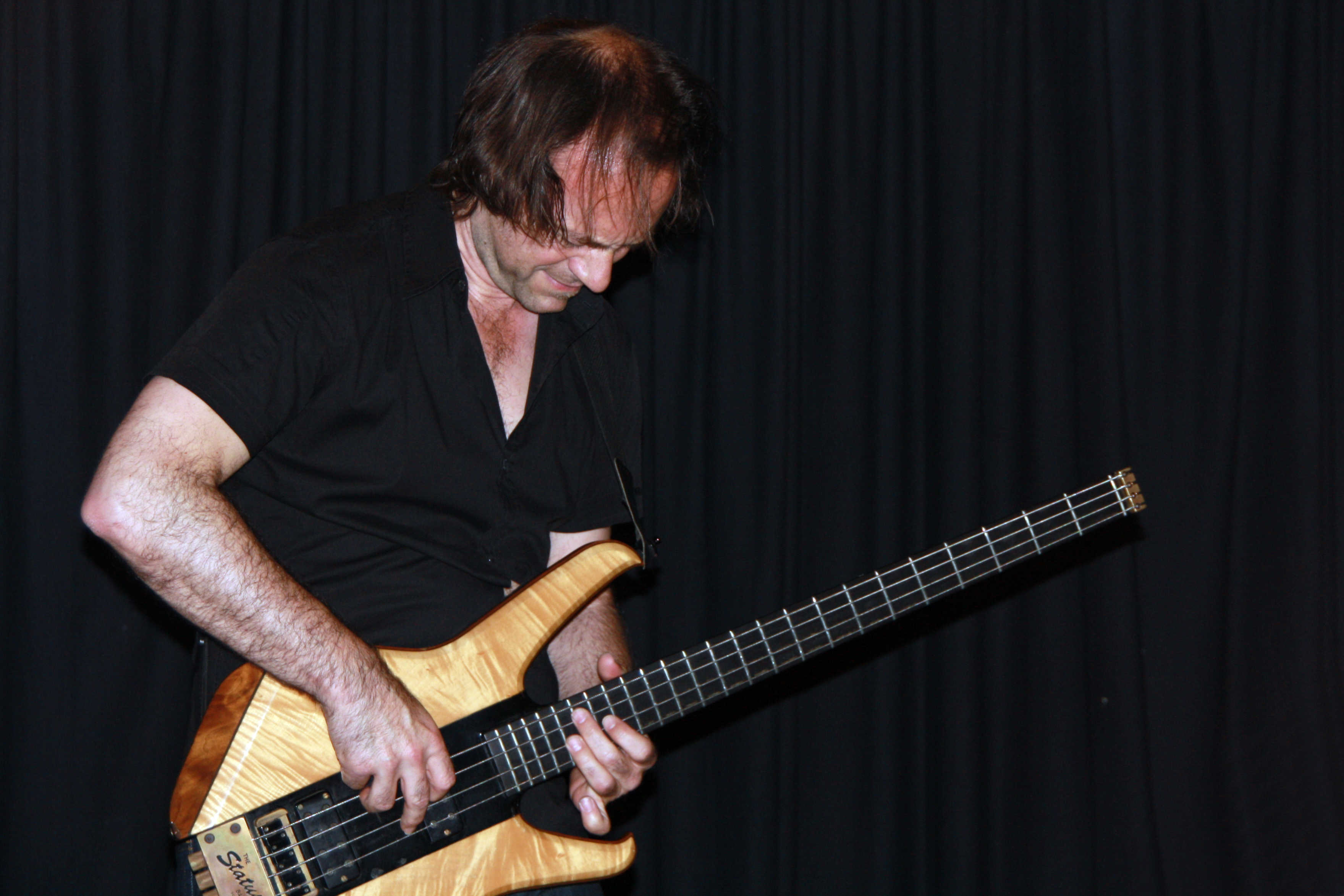
Marino Pliakas im Club W71, 2009

- Bruno Spoerri (Hrsg.):  Biografisches Lexikon des Schweizer Jazz CD-Beilage zu: Spoerri, Bruno (Hrsg.): Jazz in der Schweiz. Geschichte und Geschichten. Chronos-Verlag, Zürich 2005, ISBN 3-0340-0739-6.